# 梅田修 (英語学者)
梅田 修（うめだ おさむ、1941年10月24日 - ）は、日本の英語学者。流通科学大学名誉教授。
兵庫県明石市生まれ。京都学芸大学英文科卒業。モンタナ州立大学教育学部修士課程修了。武庫川女子大学助教授、流通科学大学教授、2012年定年、名誉教授。  

## 著書
- 『英語の語彙事典』大修館書店 1983
- 『英語の語源物語』大修館書店 1985
- 『英語の語源事典 英語の語彙の歴史と文化』大修館書店 1990
- 『世界人名ものがたり - 名前でみるヨーロッパ文化』講談社現代新書 1999
  - 『世界人名物語 - 名前の中のヨーロッパ文化』講談社学術文庫 2012
- 『ヨーロッパ人名語源事典』大修館書店 2000
- 『地名で読むヨーロッパ』講談社現代新書 2002

### 共著
- 『学習者中心の教室英語』冨岡徳太郎,竹田明彦, カレン・ウィルスン共著 大修館書店 1989
- 『グローバル社会の英語作文 自己紹介からアーギュメントまで』安達一美,中植雅彦,竹田明彦共著 金星堂 2007

翻訳
- ジョーゼフ・T・シップリー『シップリー英語語源辞典』眞方忠道,穴吹章子共訳 大修館書店 2009